# 大西洋星衫魚
大西洋星衫魚（学名：Astronesthes gemmifer）为輻鰭魚綱巨口鱼目巨口鱼科的其中一種。分布于全球三大洋海域，為深海魚類，棲息深度0-2400公尺，體長可達17公分，屬肉食性，以魚類及甲殼類為食。

## 扩展阅读
維基物種上的相關：大西洋星衫魚